# Пожарный

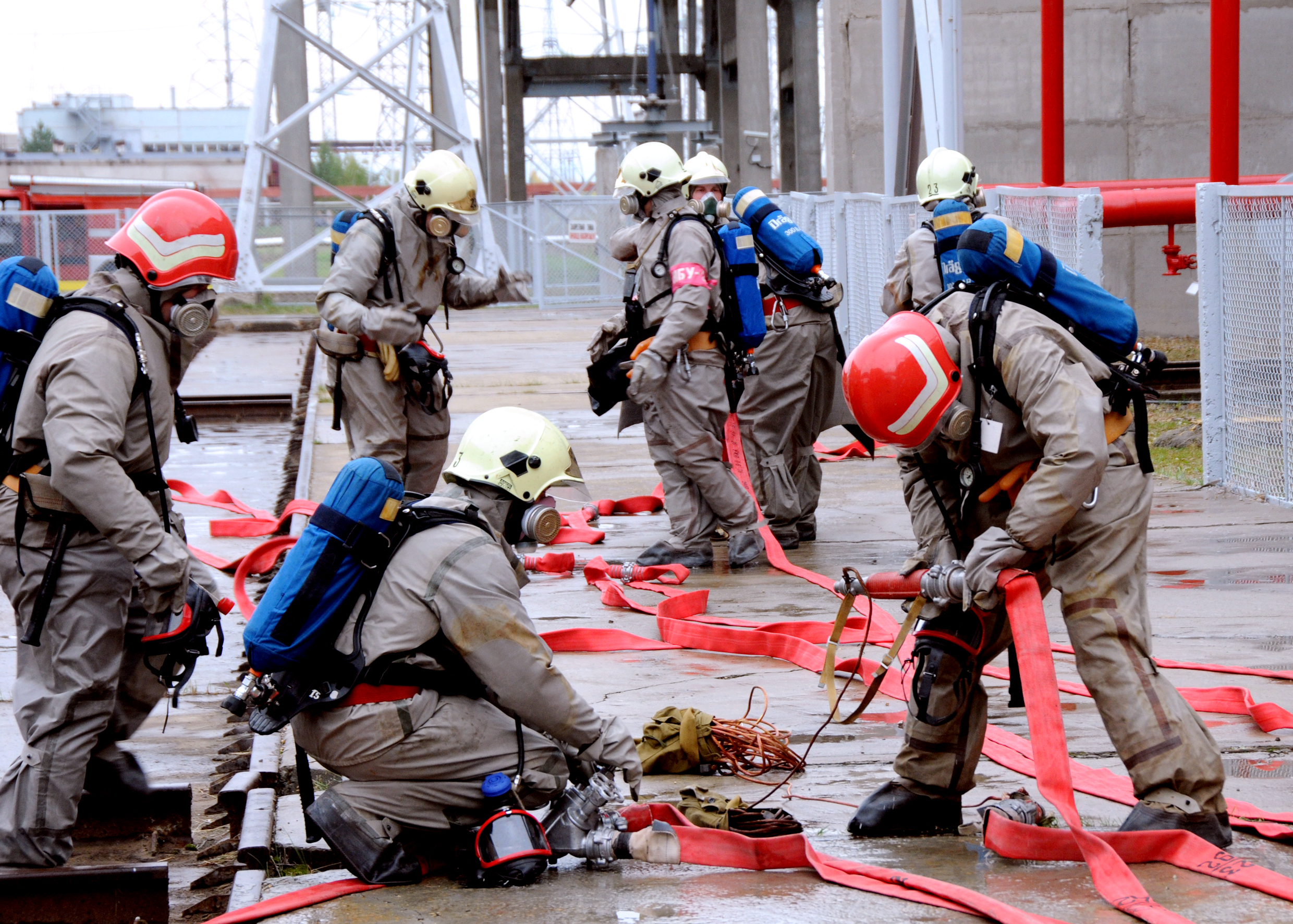
Учения российских пожарных

Пожа́рный — тот, кто входит в команду, тушащую пожары. В промежутках между выездами для тушения пожаров пожарный может выполнять функции дневального (по гаражу, служебно-бытовым помещениям, у фасада здания пожарного депо), постового или дозорного. Пожарный должен бегать с рукавом, быть выносливым и храбрым. 

## Наименование профессии
Название профессии является существительным. Прилагательное пожарный употребляется в качестве собирательного для понятий, относящихся к борьбе с пожарами. Является редким случаем в названиях профессий, когда слово образовалось путём перехода из прилагательных в существительные. Наряду с пожарным, в современном русском языке активно используются только три аналогично образованные названия профессий: дежурный, портной, рабочий.
Изначальное название профессии огневщик, затем пожарный служитель. Впервые применительно к названию представителя профессии слово пожарный было официально введено в русский язык в 1881 году посредством усечения слова «служитель» из вышеприведённого словосочетания.  С конца XIX — начала XX века начали употреблять разговорное наименование пожа́рник. С 1944 по 1970 годы в СССР существовал ведомственный наградной знак «Отличный пожарник». В 1970-е годы в текстах слово пожарный (без учета разделения на существительные и прилагательные) встречалось в четыре-пять раз чаще, чем пожарник. Оба слова употреблялись в основном в газетно-журнальных текстах. В Казани существует улица Красного Пожарника, в Томске — переулок Красного Пожарника.

## В России
В России с 1 марта 2025 года для работников и лиц, привлекаемых тушению пожаров в населенных пунктах, на производственных объектах и объектах инфраструктуры обязательно соответствие профессиональным стандартам и (или) квалификационным требованиям, указанным в квалификационных справочниках.
Профессиональные стандарты предусматривают должности, профессии:
- пожарный
  - добровольный пожарный;
  - пожарный;
  - пожарный водитель;[10]
- специалист по организации тушения пожаров
  - командир отделения пожарной части;
  - начальник караула пожарной части;
  - начальник пожарной части, начальник пожарного поезда, капитан пожарного корабля;
  - другие должности.[11]

Квалификационные справочники предусматривают должности:
- пожарный Государственной противопожарной службы;
- пожарный-спасатель Государственной противопожарной службы;
- командир отделения пожарной части Государственной противопожарной службы;
- начальник караула пожарной части Государственной противопожарной службы;
- другие должности.[12]

Пожарный — общеотраслевая рабочая профессия 4-го или 5-го разряда в Российской Федерации.
Юными пожарными называют участников Всероссийского детско-юношеского общественного движения «Юный пожарный».
Тушением пожаров в горных выработках занимаются горноспасатели. Аварийно-спасательные работы, связанные с тушением пожаров, могут выполнять как пожарные, так и спасатели.

## История

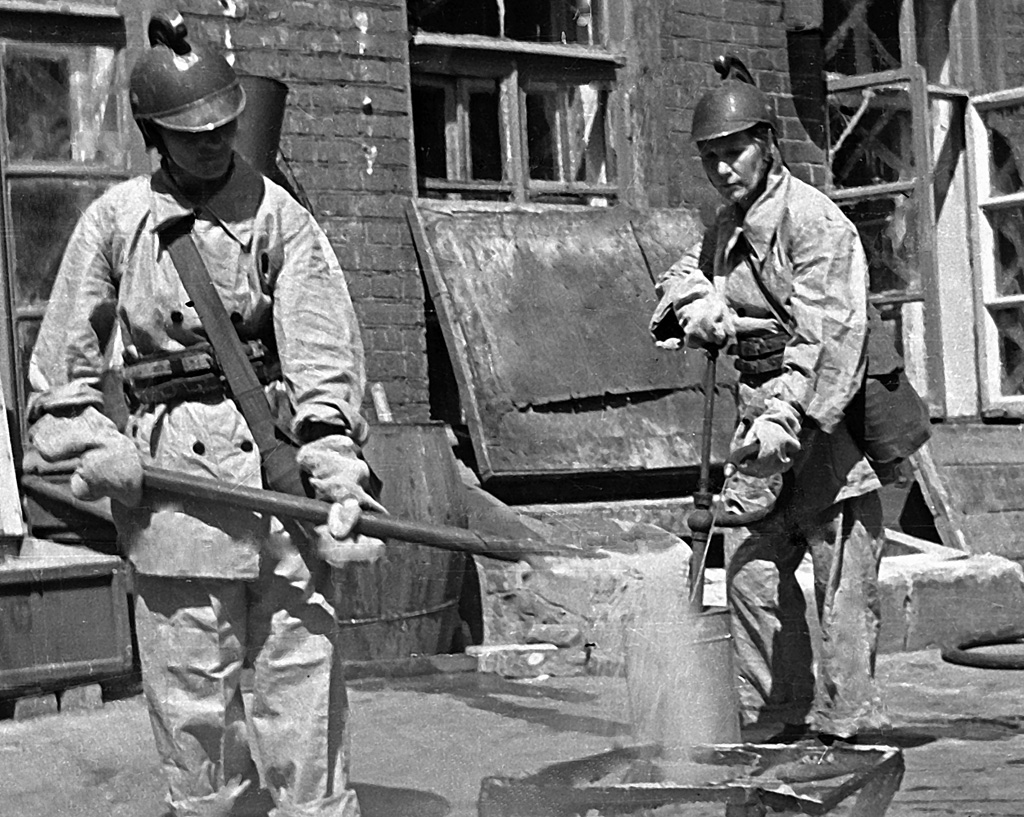
Пожарный расчёт тушит немецкие зажигательные авиабомбы, Москва, 1941

Первыми профессиональными пожарными были лодочники с Темзы. Страховые компании, которые возникли после Великого лондонского пожара, создали собственные пожарные команды для уменьшения страховых выплат в случае пожаров. Лодочники отличались силой и надёжностью, их было легко найти в любое время и направить для тушения пожара. Страховая компания в пожарную бригаду нанимала от 8 до 40 человек, а также несколько помощников для выноса имущества из горящих зданий.

## В мире
Ключевое различие между пожарными службами многих стран — баланс между профессиональными пожарными и добровольцами. В Соединенных Штатах и Соединенном Королевстве, пожарные команды крупных городов почти полностью укомплектованы профессиональными пожарными. В Германии и Австрии же добровольцы играют существенную роль даже в крупнейших пожарных подразделениях, в том числе в берлинской, которая обслуживает население 3,6 миллиона человек. Общей чертой многих стран является то, что небольшие города обычно сочетают и штатную пожарную службу и пожарных добровольцев. В Чили и Перу все пожарные — добровольцы.

## Образ в культуре и искусстве
Пожарное искусство (фр. Les Pompiers, Art) — официальное название помпезного вычурного стиля с претензией на античность в официальном придворном
искусстве Франции второй половины XIX в. Термин происходит от игры слов и является производным от изображаемых на картинах шлемов с хвостами из конского волоса, которые носили в то время французские пожарные. С распространением в культуре русской элиты в XIX веке моды «на все французское», свое влияние в живописи стал оказывать и стиль пожарного искусства.
На гравюре «Пожарные в Санкт-Петербурге ночью» (1845 г.) Николая Егоровича Сверчкова изображен экстренный выезд пожарных на вызов. Четверо пожарных в форме и шлемах едут на пожарной установке, рядом с ними их начальник скачет на коне. Слева на посту их провожает дневальный.
Пожарная тематика широко представлена в творчестве советских и российских художников XX—XXI веков. Широко известны работы «Портрет пожарного» (Арлен Михайлович Кашкуревич, 1955 г.), «Будни пожарного» (Н. С. Погребняк, 1930 г.), «Пожарные» (Н. А. Лич, 1986 г.), «Тушение пожара на нефтеперегонном заводе в городе Грозном» (П. Миронов, 1975 г.), «Игры огнеборцев» (Алексей Шалаев, 2007 г.). На работах запечатлены быт и работа пожарных, при этом заметно проявление уважения к профессии.

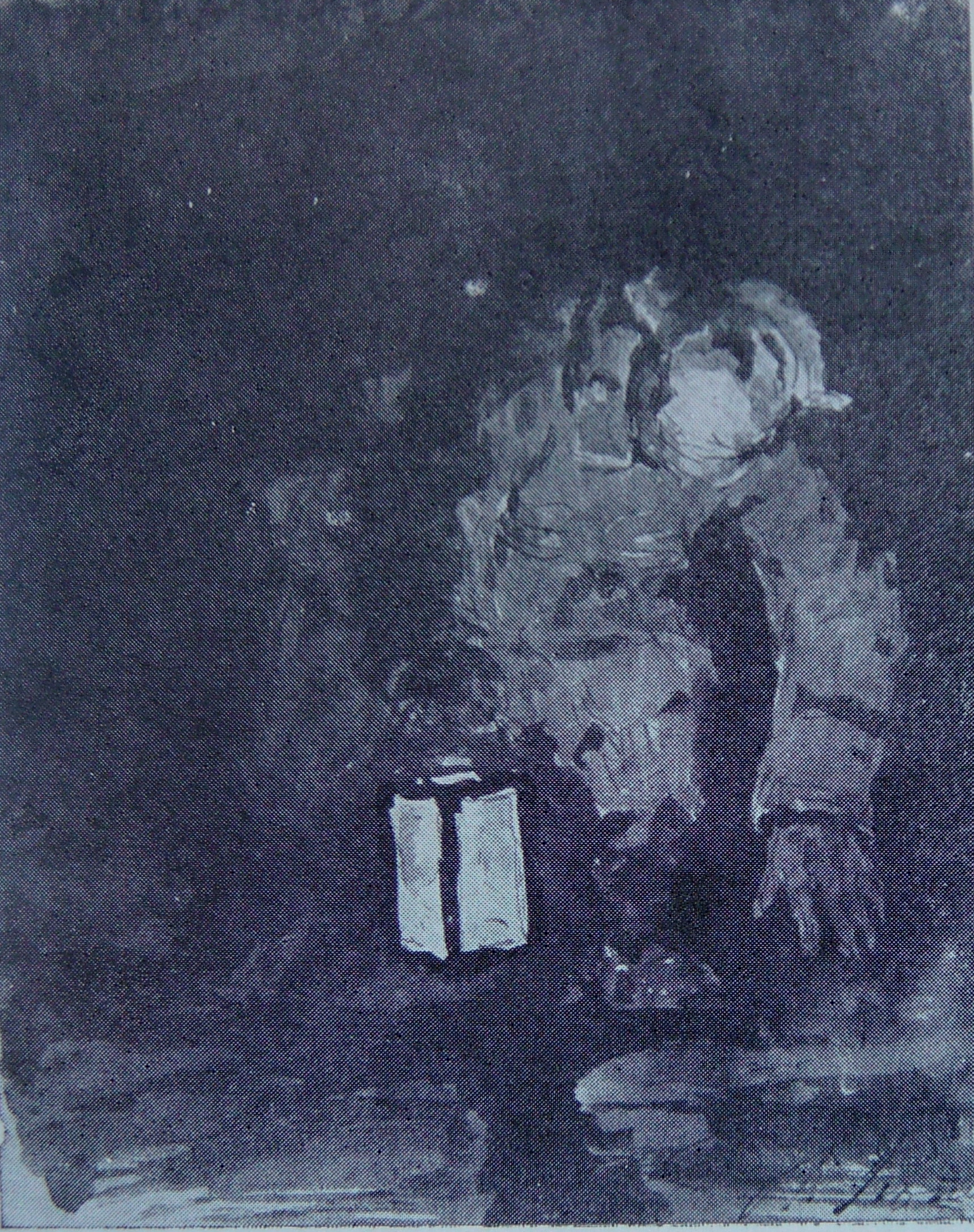
Картина И.Е.Репина "Пожарный"
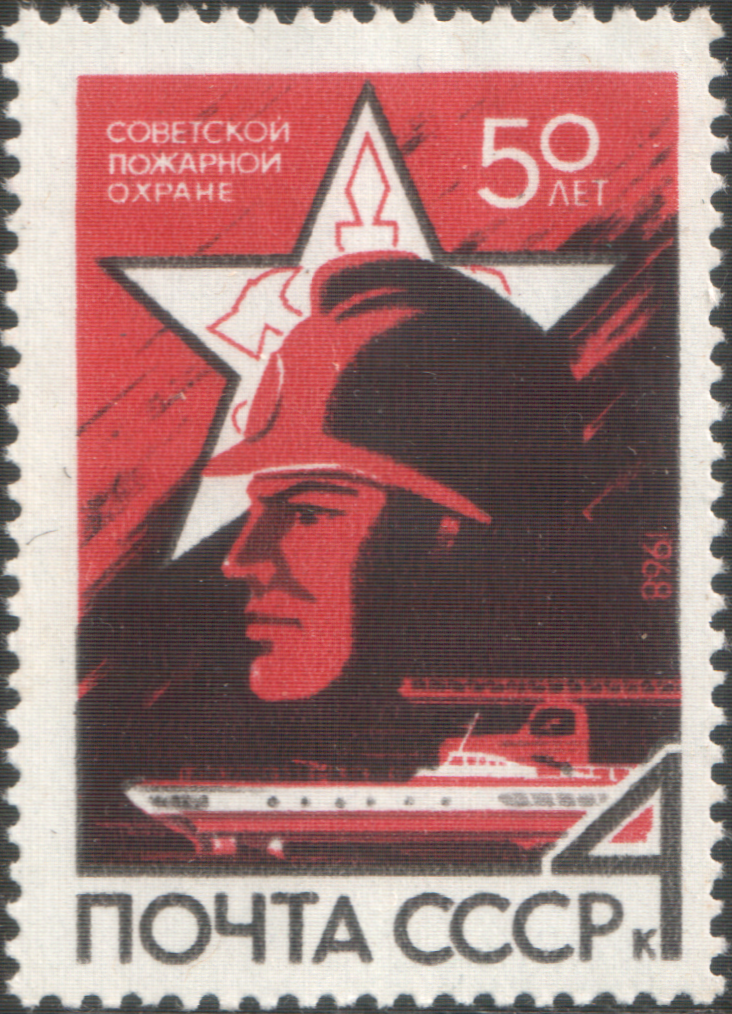
Почтовая марка СССР:Боец пожарной охраны